# Wilhelm Ludwig
Wilhelm Ludwig, avstrijski feldmaršal in vojaški inženir, * 1655, † 1707.